# Pave Marinus 1.
Marinus 1. (eller Martin 2.; født 830, død 15. maj 884) var pave fra 16. december 882 til sin død i 884. Han efterfulgte pave Johannes 8. i slutningen.
Han var søn af en præst og blev ordineret diakon af pave Nikolaus 1.